# 奧克蘭鴨
奧克蘭鴨（Anas aucklandica）是紐西蘭奧克蘭群島特有的一種鑽水鴨。牠們曾一度廣泛分佈在奧克蘭群島，但現已只限於沒有入侵物種的亞當斯島、恩德比島、失望島及其他細小的群島。另外很久以前在斯奈爾斯群島發現不能飛的鴨很有可能就是指牠們。
奧克蘭鴨比紐西蘭棕鴨細小，牠們曾被認為是同一物種。奧克蘭鴨全身都是褐色的，頸部有一些綠色，眼睛有明顯的白環。雌鳥稍為比雄鳥深色。雙翼非常細小，像坎貝爾鴨般已經不能飛。
奧克蘭鴨是拂曉至夜間活動的，日間喜歡躲藏來避開掠食者。牠們棲息在島內多種環境，包括草叢、灌叢及海岸。牠們大部份是肉食性的，主要吃水中的無脊椎動物、昆蟲及端足目。牠們是地盤性的及很少會組成群族。

## 外部連結
- BirdLife Species Factsheet （页面存档备份，存于）